# International Game Developers Association
Die International Game Developers Association (IGDA) ist eine in den Vereinigten Staaten eingetragene Non-Profit-Organisation. Es handelt sich um einen Berufs- und Interessensverband für über 10.000 Computerspieleentwickler weltweit, mit dem Ziel „Karrierechancen und das Leben von Spieleentwicklern zu verbessern“. Die IGDA vergibt im Rahmen der jährlichen Game Developers Conference die Game Developers Choice Awards und erstmals 2021 auf der gamescom die Global Industry Game Awards für die besten Computerspiele des vergangenen Jahres.

## Geschichte
Gegründet wurde die IDGA 1994 als Computer Game Developers Association. Sie entstand in Folge politischer Diskussionen zum Thema Computerspiele, die zum sogenannten Video Game Rating Act und der Einführung des Entertainment Software Rating Boards führten. Da sich die Spieleentwickler in der Debatte nicht ausreichend repräsentiert fühlten, entstand auf der Game Developers Conference 1994 der Beschluss, einen eigenen Interessensverband zu gründen. Mitbegründer sowie erster President und Chairman des Verbands war der langjährige EA-Spieleentwickler Ernest Adams, der auch zu den Initiatoren der Game Developers Conference zählte. 1999 benannte sich der Verband in International Game Developers Association um.
Von September 2000 bis März 2009 wurde der Verband von Jason Della Rocca als Executive Director geleitet. Unter seiner Führung wuchsen die Mitgliederzahlen von 500 auf 15.000 an. Sein Nachfolger wurde Joshua Caulfield, der sich im Juli 2010 aus dem Amt zurückzog. Im August 2010 übernahm Gordon Bellamy den Vorsitz, den er bis Juli 2012 innehielt. Im Dezember wurde Kate Edwards zur neuen Executive Director ernannt.

## Organisation
In Anerkennung der weitreichenden, multidisziplinären Natur der interaktiven Unterhaltung gibt es keine Zugangshürden für eine Mitgliedschaft in der IGDA. Jede Person, die sich als Spieleentwickler betrachtet, darf sich für eine Mitgliedschaft bewerben. Der Verband organisiert sich in Chapters, Special Interest Groups und Committees.
- Chapters dienen zur informellen Vernetzung von Spieleentwicklern auf lokaler Ebene. Eine festgeschriebene Form für Chapters gibt es trotz entsprechender Überlegungen bislang nicht. Sie variieren in Größe und Frequenz der Treffen und bieten beispielsweise ein Forum für Diskussionen über aktuelle Probleme der Computerspieleindustrie oder zeigen Demos der neuesten Spiele. Regionale Chapter können mit Veranstaltungen wie der GameX Industry Summit kooperieren.
- Special Interest Groups (SIGs) haben zum Ziel, das Interesse von Entwicklern für spezifische Themen oder Disziplinen zu wecken. Beispiel hierfür ist die Game Education SIG, deren Ziel es ist „eine Gemeinschaftsressource zu erschaffen, die die Stellung der IGDA in der akademischen Lehre stärken und gleichzeitig die Ausbildung zukünftiger und tätiger Spieleentwickler verbessern soll“. Einige SIGs fungieren als Sponsoren für Veranstaltungen wie die Global Game Jam.[9]
- Committees werden üblicherweise eingerichtet um normalerweise über einen kurzen Zeitraum Untersuchungen zu einem speziellen Thema durchzuführen, die in einem Report münden. Einige jedoch arbeiten über einen längeren Zeitraum und erstellen jährlich Reports. Einige dieser Reports führen zu neuen Standards in der Spieleindustrie.

## Kontroversen
Für die Game Developers Conference im März 2013 trat das Unternehmen YetiZen auf die IGDA zu, um sie als Partner für die Ausrichtung der GDC-Party für Branchenvertreter zu gewinnen. Um die Veranstaltung zu bewerben, engagierte YetiZen zwei Models, deren Kleidung und Auftritte jedoch als unangemessen wahrgenommen wurden. Der IGDA wurde unter anderem vorgeworfen, Frauen herabzuwürdigen, was der Verband in einer Stellungnahme dementierte und sich für die Veranstaltung entschuldigte. Aus Protest erklärte unter anderem Brenda Romero ihren Rücktritt als Co-Chair der IGDA Special Interest Group für Frauen in der Spieleindustrie.